# Ī Kathīmerinī
Ī Kathīmerinī (in greco Η Καθημερινή?) è un quotidiano greco, di Atene, in lingua greca. Il quotidiano gode di buona fama ed è considerato di orientamento moderato.

## Storia
Figure di spicco del quotidiano furono gli editorialisti Georgios Vlachos, che ne fu il fondatore, e Zachos Hadjifotiou. Dopo la morte di Georgios Vlachos il giornale, insieme ad altre pubblicazioni, fu diretto dalla figlia Eleni e dal marito. Al gruppo appartenevano anche il quotidiano Mesimbrini e la rivista Ikones.
Dopo il colpo di Stato del 21 aprile 1967 le pubblicazioni del gruppo furono sospese per riprendere nel 1974, anno della caduta della giunta militare, sempre sotto la direzione di Eleni che era rimpatriata dal suo esilio londinese.
Nel 1988 i due quotidiani del gruppo furono ceduti, dietro versamento di un ingente somma alla società Grammi facente capo a Georgios Koskotas. Dopo il coinvolgimento di quest'ultimo nell'omonimo scandalo che toccò anche l'allora primo ministro, Andreas Papandreou, ed il conseguente fallimento della società Grammi, il quotidiano Kathimerini fu messo all'asta e finì nelle mani del potente appaltatore-armatore Aristide Alafouzos.